# Gießkannenmuscheln

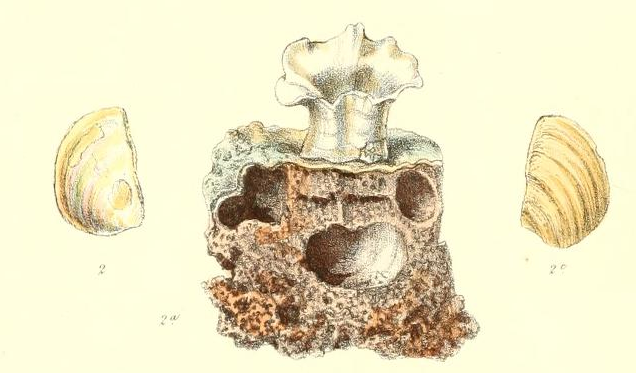
Bryopa aperta (G. B. Sowerby I, 1823) (aus Reeve, 1873: Taf.1, Fig.2, 2a,c)

Die Gießkannenmuscheln (Clavagellidae), auch Keulenmuscheln oder Siebmuscheln, sind eine Muschel-Familie aus der Großgruppe der Anomalodesmata. Die ältesten Vertreter der Familie sind aus dem Cenomanium (Kreide) bekannt. Die Typusgattung Clavagella ist nur fossil bekannt.

## Merkmale
Das für Muscheln typische zweiklappige Gehäuse wird im Verlauf des Wachstums völlig umgestaltet: Das anfangs gebildete gleichklappige oder auch leicht ungleichklappige Gehäuse bleibt klein, und die linke Klappe wird im weiteren Verlauf des Wachstums in eine Kalkröhre integriert. Die rechte Klappe bleibt frei in der Röhre. Die Kalkröhre wird von den langen Siphonen gebildet. Das Größenverhältnis der Kalkröhre zum ursprünglichen zweiklappigen Gehäuse ist von Art zu Art sehr unterschiedlich, von etwa der doppelten Länge bis zur zwanzigfachen Länge und mehr. Das zunächst gebildete zweiklappige Gehäuse besteht aus zwei Lagen Aragonit, einer äußeren Lage bestehend aus Prismen und einer mittleren perlmuttrigen oder homogenen Lage, und einer inneren Prismenschicht, die anscheinend auch fehlen kann. Die Kalkröhre hat eine homogene Mikrostruktur und wird ebenfalls aus Aragonit gebildet. Die meist senkrecht im oder auf Substrat stehende Röhre wird unten (vorne) mit einer Siebplatte verschlossen, das obere (hintere) Ende ist schmal und offen. Die Siebplatte ist oft außen mit gewundenen röhrenförmigen Fortsätzen versehen. Das Schloss (des Juvenilgehäuses) ist weitgehend reduziert, meist sind nur ein schwacher Vorsprung und eine schwache Vertiefung vorhanden. Das Ligament liegt im Juvenilgehäuse intern und kann im Alter völlig reduziert werden (Beispiel: Bryopa aligamenta). Der Mantel ist zunächst eingebuchtet, später reduziert sich die Bucht. Die Schließmuskeln sind zunächst isomyar (etwa gleich groß), später werden sie oft stark reduziert. Die Siphonen sind sehr lang und sind miteinander verwachsen. Die freie Klappe und z. T. auch die in die Wohnröhre integrierte linke Klappe wachsen auch nach der Juvenilphase etwas weiter. Das ursprüngliche Gehäuse besitzt radiale Streifen sowie randparallele Anwachsstreifen.

### Unterschiede zur Familie Penicillidae
Das eigenartige Gehäuse bzw. die sekundäre Wohnröhre kann nur mit der nahe verwandten Familie Penicillidae verwechselt werden, und die bis vor wenigen Jahren noch als Synonym der Clavagellidae aufgefasst wurde. In den Penicillidae sind beide Klappen in die Röhre integriert. Das Ligament liegt extern, z. T. sogar mit einem Lithodesma. Die Schließmuskel werden weitgehend reduziert, ebenso die Mantellinie bzw. die Mantelbucht. Das ursprünglich zweiklappige Gehäuse wird schon bald nach der Metamorphose nicht mehr vergrößert. Das Wachstum beschränkt sich ausschließlich auf die Vergrößerung der Wohnröhre und deren Reparatur.

## Geographische Verbreitung und Lebensraum
Die heute noch lebenden Arten der Familie leben im Mittelmeer und im westlichen Pazifik und östlichen Indik. Die Familie war in früheren Erdzeitaltern weiter verbreitet und hatte eine größere Diversität. Die ältesten Vertreter der Familie kennt aus dem Cenomanium (Kreide) von Frankreich.
Die Tiere leben eingegraben in weichem oder festen Sediment, oder bohren sich in festes Sediment oder auch Korallenstöcke ein. Das Bohren erfolgt vermutlich chemisch und mechanisch. Die Geschlechter sind getrennt, oder die Arten sind simultane Hermaphroditen.

## Taxonomie
Das Taxon wurde 1844 von Alcide Dessalines d’Orbigny schon in der heute korrekten Form Clavagellidae aufgestellt. Es ist heute allgemein anerkannt, jedoch wurde die Familie vor 2007 viel weiter gefasst unter Einschluss der Familie Penicillidae.
- Gießkannenmuscheln (Clavagellidae)
  - Ascaulocardium Pojeta & Sohl, 1987[8]
    - Ascaulocardium armatum Morton, 1833 (Santonium bis Maastrichtium)

  - Bryopa Gray, 1847
    - Bryopa aperta (G. B. Sowerby I, 1823)
    - Bryopa aligamenta Morton, 2005
    - Bryopa lata (Broderip, 1834)
    - Bryopa melitensis (Broderip, 1835)

  - Clavagella Blainville, 1817
    - †Clavagella cornigera Schafhäutl, 1863
    - †Clavagella cretacea d’Orbigny, 1844[5]
    - †Clavagella cristata J.B.P.A. Lamarck, 1818
    - †Clavagella echinata (Lamarck, 1806)
    - †Clavagella lagenalis G.P. Deshayes, 1856
    - †Clavagella liratum Tate, 1887
    - †Clavagella majorina Smith, 1971 (Oberes Oligozän)
    - †Clavagella maxwelli B. Morton & Grebneff, 2011 (Unteres Miozän)
    - †Clavagella oamarutica Maxwell, 1978
    - †Clavagella primigenia G.P. Deshayes, 1857
    - †Clavagella semisulcata E. Forbes, 1846

  - Dacosta Gray, 1858
    - Dacosta australis (Sowerby, 1829)

  - Dianadema Morton, 2003[9]
    - Dianadema ikebei Morton & Haga, 2014
    - Dianadema japonica (Habe, 1981)
    - Dianadema minima (G. B. Sowerby III, 1889)
    - Dianadema mullerae (Kilburn, 1974)
    - Dianadema multangularis (Tate, 1887)
    - Dianadema torresi (Smith, 1885)

  - Parastirpulina Pojeta & Johnson, 1995 (Turonium)
    - Parastirpulina sohli Pojeta & Johnson, 1995

  - Stirpulina Stoliczca, 1870
    - †Stirpulina bacillaris Deshayes, 1824 (Eozän)
    - †Stirpulina bacillum (Brocchi, 1814)
    - †Stirpulina caillati (Deshayes, 1866) (Eozän)
    - †Stirpulina coronata Deshayes, 1824 (Eozän)
    - †Stirpulina digitata (Bivona-Bernardi, 1832)
    - †Stirpulina elegans (Müller, 1859)
    - †Stirpulina goldfussi (Philippi, 1846) (Unteres Oligozän)
    - †Stirpulina longisiphonata Lucović, 1922 (Eozän)
    - †Stirpulina maniculata (Philippi, 1836)
    - †Stirpulina oblita (Michelotti, 1861) (Oberes Eozän)[10]
    - †Stirpulina pallinupensis Morton, 2006 (Oberes Eozän)
    - †Stirpulina pliocenica Mayoral, 1990 (Pliozän)[11]
    - Stirpulina ramosa (Dunker, 1882)[12]
    - †Stirpulina saulae Stallwood, 1995 (Turonium)[13]
    - †Stirpulina veronensis (Savazzi, 1982) (Mittleres Eozän)[10]
    - †Stirpulina vicentina (Savazzi, 1982) (Unteres Oligozän)[10]

## Belege